# 주한 합동 고문단
주한 합동 고문단(영어: Joint Advisory Commission, Korea (JACK)), "제8241부대"는 중앙정보국이 한국 전쟁동안 부산시 동래에 본부를 두었던 비밀 첩보 부대이다. JACK은 미군에게 훈련된 한국인 요원을 바다로 해변을 통해 북한으로 침투시키거나 탈출시키는 역할을 하였으며, 추락한 항공기 조종사를 구출하거나 후송하는데 지원하기도 했다.
이 첩보 부대 예하에 있던 대표적인 부대로 영도유격대가 있었다

## 같이 보기
- KLO (첩보부대)
- 제8240부대
- 주한 유엔군 유격부대
- 영도유격대
- 특수활동센터

## 참고
1. ↑  John B. Dwyer. “Korean War: CIA-Sponsored Secret Naval Raids”. HistoryNet.com. 2007년 9월 30일에 원본 문서에서 보존된 문서. 2013년 9월 27일에 확인함.
2. ↑  정경웅 (2012년 10월 27일). “영도유격부대 활동 입증하는 CIA 비밀문건 공개”. 뉴데일리. 2013년 7월 5일에 확인함.